# Myrsine argentea
Myrsine argentea< är en viveväxtart som beskrevs av Peter B. Heenan och Peter James de Lange.
Myrsine argentea ingår i släktet Myrsine och familjen viveväxter. Inga underarter finns listade i Catalogue of Life.